# Iris Scott

Iris Scott (2015)

Iris Scott (Maple Valley, 1984) es una artista contemporánea estadounidense. La técnica que emplea en sus pinturas es óleo sobre lienzo a través de fingerpaint o dactilopintura, es decir, solo pinta con las manos. Uno de los objetivos de sus obras es conectar a las personas con la naturaleza, una conexión que se ha perdido en las grandes ciudades como Nueva York.

## Biografía
La artista nació en Mapple Valley (Washington) en 1984. Durante la infancia, vivió cerca de un bosque y su madre le contaba historias sobre animales, motivos por los que sus pinturas se centran en la naturaleza. Comienza sus estudios de Bella Artes en la Academia Italiana de Florencia en 2004. Posteriormente, permanece una temporada pintando en Taiwán hasta que prosigue su formación en la Universidad Estatal de Washington en 2006. La educación de Scott cierra con el Máster en Docencia y Desarrollo Artístico a partir de 2009.

## Obra
Sus obras seguían las pautas del arte académico y del realismo hasta que un día de 2010, mientras pintaba flores, decidió terminar el cuadro con las manos porque todos los pinceles estaban manchados. Desde entonces, solo emplea la técnica de fingerpainting o dactilopintura. Es la autora del libro Finger Painting Weekend Workshop, A Beginners Guide to Creating Brush Free Works of Art.
Scott es la pionera de lo que ella denomina instinctualist o instintualismo, una corriente originada en Nueva York. Se caracteriza por pintar con las manos, dejándose llevar por el instinto y la experiencia mística. La temática está ligada a la naturaleza.  Sus obras se dividen en cuatro categorías principales: fauna y flora, paisajes, personas y marina. Respecto a los retratos de personas, están inspirados en Klimt. Por ejemplo, en la pintura El beso. Sin embargo, la mayoría de las obras están influenciadas por el posimpresionismo de Van Gogh y el periodo azul de Picasso.

Iris Scott frente a su obra "Jake the Giant" (2015)